# 黒田長義 (男爵)
黒田 長義（くろだ ながよし、1914年3月22日 - 1990年1月22日）は、日本の華族、男爵。黒田侯爵家分家2代目。

## 家族・親族
- 祖父は：黒田長知（福岡藩最後の藩主）
- 父：黒田長和（男爵）
- 母：毛利久子（毛利高範の娘）
- 妻：戸田光子（戸田氏秀の娘）
- 後妻：秦野和子（秦野林之助の娘）
- 子：黒田高正
- 孫：男子2人